# Кордузио (станция метро)
«Корду́зио» (итал. Cordusio) — станция линии M1 Миланского метрополитена. Подземная станция, располагается между улицей Данте (via Dante) и площадью Кордузио (piazza Cordusio) в центре Милана.

## История
Станция была открыта в составе первой очереди линии M1 (от станции «Сесто Марелли» до станции «Лотто») 1 ноября 1964 года.

## Особенности
Устройство станции «Кордузио» подобно устройству почти всех станций первой очереди: подземное расположение с двумя путями — по одному для каждого направления и двумя боковыми платформами. Над станционным залом находится мезонин, в котором расположены входные турникеты и будка для сотрудников станции.
Станция находится на расстоянии 498 метров от станции «Кайроли» и 340 метров от станции «Дуомо».
От станции «Кордузио» до соседней станции «Дуомо» идёт подземная торговая галерея «Артиджанато» («ремесленная», Galleria dell’Artigianato).

## Пересадки
Со станции «Кордузио» производятся пересадки на миланский наземный транспорт:
- Трамвай линий 1, 2, 12, 14, 16 и 19

## Оснащение
Оснащение станции:
- Эскалаторы
- Аппараты для продажи билетов
- Камеры видеонаблюдения